# Hans Schreiber (Politiker, 1894)
Hans Schreiber (* 26. Dezember 1894 in Gelnhausen; † 20. März 1968) war ein deutscher Politiker (CDU).
Bis 1933 war Schreiber Hauptgeschäftsführer der Zentrumspartei in Düsseldorf. Er wurde in der Zweiten Ernennungsperiode des Landtags von Nordrhein-Westfalen zum Abgeordneten ernannt und gehörte diesem vom 11. Februar 1947 bis zum 19. April 1947 an. Daneben beteiligte er sich an der Gründung des CDU-Landesverbandes Rheinland und war bis 1961 dessen Geschäftsführer.

## Weblink
Hans Schreiber (Politiker, 1894) beim Landtag Nordrhein-Westfalen